# Termodynamisk cykel

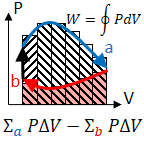
Nettoarbetet är lika med arean eftersom det är Riemannsumman av det arbete (a) som skett i ämnet på grund av expansion, minus (b) det arbete som gjorts för att göra en ny kompression.

En termodynamisk cykel är en serie termodynamiska processer som avslutas i sitt ursprungliga läge.